# Frederic Thesiger (2.º Barón Chelmsford)
Frederic Augustus Thesiger (Derby, Derbyshire, Inglaterra; 31 de mayo de 1827 – Westminster, Londres, Inglaterra; 9 de abril de 1905), también conocido como Lord Chelmsford, es conocido por su papel en la desastrosa batalla de Isandlwana. Sin embargo pudo parcialmente redimirse en la posterior batalla de Ulundi.

## Primeros años
Frederic Augustus Thesiger nació el 31 de mayo de 1827. Fue el hijo mayor de Frederic Thesiger, un abogado que más tarde se convirtió en Lord Canciller y que fue el 1.er Barón Chelmsford. Fue educado en el Colegio del Rey de Nuestra Señora de Eton.

## Carrera militar
Desde el comienzo deseó una carrera militar y en 1844 empezó con ella. En 1845 sirvió en Nueva Escocia, Canadá, donde fue promovido a teniente y a capitán y en 1855 en la guerra de Crimea. En 1857 fue ascendido a Teniente Coronel y, como tal, ayudó en la derrota de la Rebelión de la India de 1857. Se quedó en la India hasta 1874 y después regresó como coronel a Inglaterra. Se volvió Mayor General en 1877 y en 1878 fue enviado a Sudáfrica con el rango de Teniente General, donde acabó con la Novena Guerra de la Frontera del Cabo. Más tarde, en octubre de ese año él sucedió a su padre como 2.º Barón Chelmsford.
En enero de 1879 Chelmsford invadió Zululandia y causó con ello la guerra anglo-zulú. En ella, al principio, la columna central de sus fuerzas fue derrotada en la batalla de Isandlwana, lo que abrió la posibilidad de una invasión de Natal, por lo que tuvo que retirarse de allí. Por ese desastre Chelmsford fue relevado de su mando, pero antes de la llegada de su reemplazo, Sir Garnet Wolseley, Chelmsford, en una posterior segunda invasión, logró derrotar a los zulúes en la batalla de Ulundi, lo que efectivamente terminó la guerra. Se fue a Inglaterra en julio de 1879 como ordenado, pero Wolseley se aseguró en sus despachos que Chelmsford recibiese todo el crédito por Ulundi. Por ello él fue premiado en agosto del mismo año con la distinción de ser caballero gran cruz de la Orden del Baño .
Aun así fue criticado por su papel en Isandlwana y por ello no pudo volver al campo otra vez, aunque le dieron aun así la posibilidad de terminar su carrera en Inglaterra en reconocimiento por su papel en Ulundi. Fue Teniente de la Torre de Londres entre 1884 y 1889, en 1888 obtuvo el rango de general y en 1902 recibió la distinción de los caballeros grandes cruces de la Real Orden Victoriana.

## Muerte
Después de su retiro él murió en 1905, cuando jugaba al billard en el United Service Club. Dejó cuatro hijos, el mayor de los cuales, Frederic Thesiger, triunfó como 3.er Barón Chelmsford y más tarde se convirtió en virrey de la India y primer vizconde de Chelmsford.

## Cultura popular
Chelmsford fue interpretado por Peter O'Toole en la película Amanecer zulú (1979), que describió los acontecimientos en la batalla de Isandlwana. En ella Chelmsford es claramente culpado por el desastre británico que ocurrió allí, ya que no tomó a los zulúes debidamente en serio como enemigo.